# Louis Aubanel
Pour les articles homonymes, voir Aubanel.
Louis Aubanel (1759-1842) est un officier militaire, magistrat et écrivain français d'expression  française et occitane.

## Biographie
Né le 8 janvier 1759 à Nîmes, Louis Aubanel.
Membre de l'Académie du Gard de 1801 à 1831, il est d'abord capitaine d'état major. De 1816 à 1828, il est juge de paix du canton de Nîmes-1.
Outre une étude sur Fabre d'Olivet, il publie dans Dominique et La cigala d'or (en occitan). Partisan du parler nîmois, il a laissé des inédits (une étude sur Pétrarque et un dictionnaire occitan-français).
Il meurt à Nîmes le 12 novembre 1842.

## Ouvrages
- Odes d'Anacréon, Nîmes, Veuve Belle, 1801 (BNF 44729053).